# Lynden David Hall
Lynden David Hall (* 7. Mai 1974 in Wandsworth, London; † 14. Februar 2006 ebenda) war ein britischer Sänger und Songwriter.

## Leben und Karriere
Lynden Hall war Vertreter des klassischen Soul und damit neben Sängern wie Smokey Robinson, Marvin Gaye, Al Green und Curtis Mayfield sowie jüngeren Interpreten wie Maxwell und D’Angelo einzuordnen. 
Hall veröffentlichte drei Alben. Sein musikalisches Talent wurde unter anderem mit dem Best Newcomer Award (MOBO Awards 1998) ausgezeichnet. Danach galt er neben Künstlern wie Beverley Knight und Dina Carroll als große Soulhoffnung Großbritanniens – ein Status, über den er nie hinauskam. Sein erfolgreichster Song, Sexy Cinderella, kletterte 1998 bis auf Platz 17 der englischen Charts und erreichte im Jahr 1999 Platz 74 in Deutschland. In der romantischen Filmkomödie Tatsächlich… Liebe (2003) singt er All You Need Is Love von den Beatles. 
Hall starb mit 31 Jahren an den Folgen des Morbus Hodgkin.

## Auszeichnungen
- 1997: „Bester britischer Künstler und bester Newcomer“ (ausgezeichnet vom Blues & Soul Magazine)
- 1998: MOBO-Award als bester Newcomer
- 1999: Nominierung für den Brit Award

## Diskografie

### Alben
| Jahr | Titel              | Höchstplatzierung, Gesamtwochen, AuszeichnungChartsChartplatzierungen (Jahr, Titel, Platzierungen, Wochen, Auszeichnungen, Anmerkungen) | Anmerkungen                             |
| Jahr | Titel              | UK | Anmerkungen                             |
| ---- | ------------------ | --- | --------------------------------------- |
| 1997 | Medicine 4 My Pain | UK43 (5 Wo.)UK | Erstveröffentlichung: 10. November 1997 |
| 2000 | The Other Side     | UK36 (2 Wo.)UK | Erstveröffentlichung: 29. Mai 2000      |
| 2005 | In Between Jobs    | — | Erstveröffentlichung: 20. Mai 2005      |

### Singles
| Jahr | Titel Album                         | Höchstplatzierung, Gesamtwochen, AuszeichnungChartplatzierungen (Jahr, Titel, Album, Platzierungen, Wochen, Auszeichnungen, Anmerkungen) | Höchstplatzierung, Gesamtwochen, AuszeichnungChartplatzierungen (Jahr, Titel, Album, Platzierungen, Wochen, Auszeichnungen, Anmerkungen) | Anmerkungen |
| Jahr | Titel Album                         | DE | UK | Anmerkungen |
| ---- | ----------------------------------- | --- | --- | ----------- |
| 1997 | Sexy Cinderella Medicine 4 My Pain  | DE74 (9 Wo.)DE | UK17 (5 Wo.)UK |             |
| 1998 | Do I Qualify? Medicine 4 My Pain    | — | UK26 (2 Wo.)UK |             |
| 1998 | Crescent Moon Medicine 4 My Pain    | — | UK45 (2 Wo.)UK |             |
| 2000 | Forgive Me The Other Side           | — | UK30 (2 Wo.)UK |             |
| 2000 | Sleeping With Victor The Other Side | — | UK49 (2 Wo.)UK |             |
| 2000 | Let’s Do It Again The Other Side    | — | UK69 (1 Wo.)UK |             |